# Vi francès

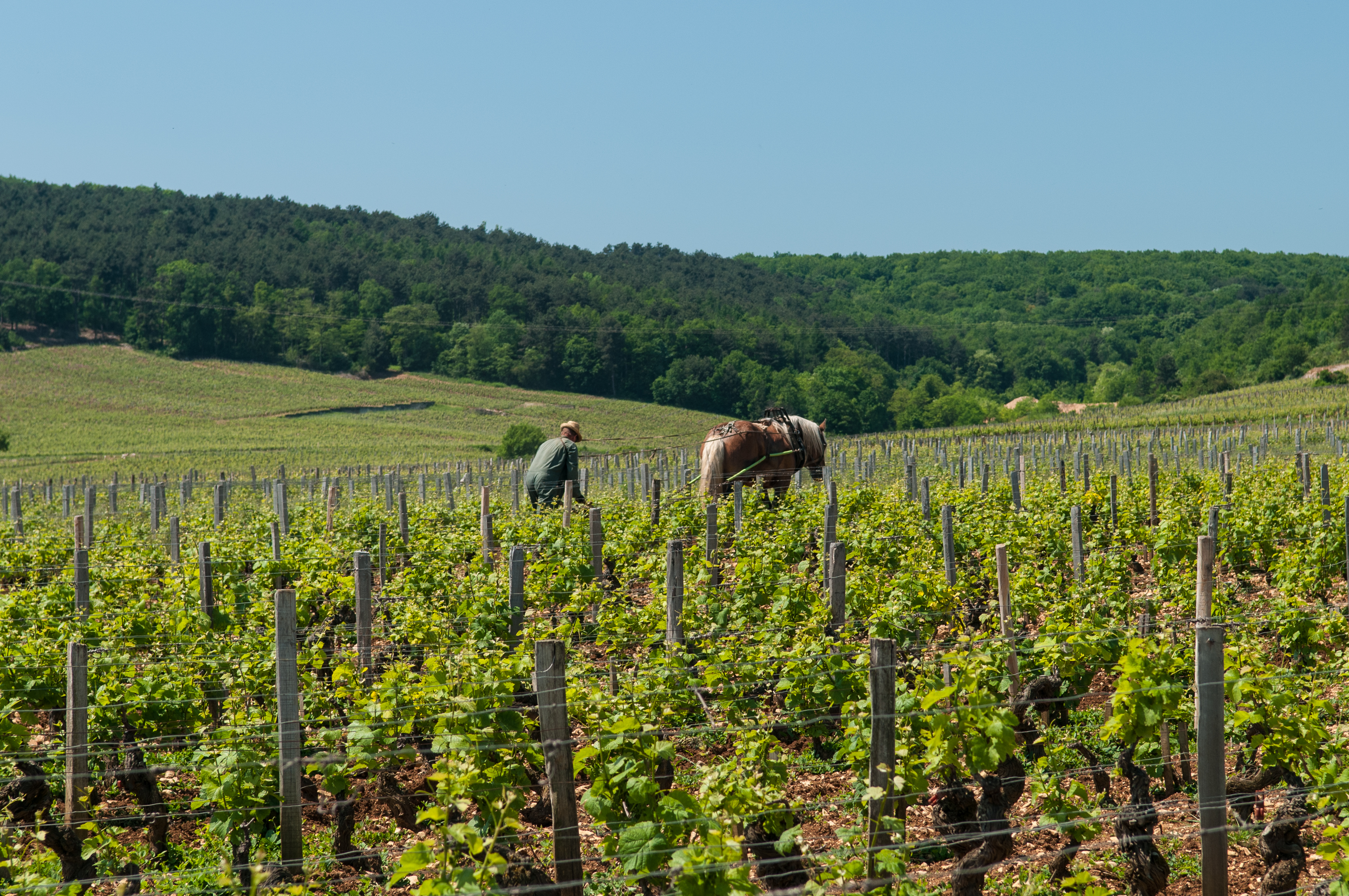
Vinyars a Vosne-Romanée a Borgonya, poble d'on són originaris alguns dels vins més cars de França.

El vi francès es produeix a tota França, en quantitats entre 50 i 60 milions d'hectolitres per any, o 7 i 8 milers de milions d'ampolles. França és un dels productors de vi més importants del món. La història del vi al país es remunta al segle VI aC, quan moltes de les regions de França van començar-ne la producció durant el període romà. La gamma de vins produïts va des de vins d'alta qualitat venuts internacionalment a vins més modestos que en general es beuen només a França, com els vins Margnat en el període de postguerra.
Dos conceptes notables dels vins francesos d'alta qualitat són els terroirs, que enllacen l'estil dels vins amb llocs concrets on creix el raïm i es produeix el vi, i el sistema d'appellation d'origine contrôlée (AOC), reemplaçat pel sistema d'Appellation d'Origin Protégée (AOP) el 2012.
França és la font de moltes varietats de raïm (cabernet sauvignon, chardonnay, pinot noir, sauvignon blanc, syrah) que actualment es conreen arreu, i altres països productors han adoptat les pràctiques de producció franceses i els seus estils de vi. Malgrat que alguns productors s'han beneficiat del creixement de preus i demanda per alguns vins prestigiosos de Borgonya i Bordeu, el descens en consum domèstic de vi ha afectat la indústria francesa, que internacionalment ha hagut de competir amb el creixent èxit de molts vins del nou món.

## Història
El vi francès va començar el segle VI amb la colonització grega del sud de la Gàl·lia. Amb la fundació de la colònia grega de Marsella, la viticultura va començar a créixer. El vi ha estat als països mediterranis durant milers d'anys, però França el va incorporar a la seva cultura i ha considerat la producció de vi una art durant més de dos milers d'anys. Els gals, a més de cultivar la vinya, la sabien podar, fet que crea una diferència important entre vinyes salvatges i el raïm destinat a la producció de vi. En poc temps, els vins produïts a la Gàl·lia eren coneguts arreu del món. L'Imperi Romà va llicenciar regions al sud per produir vins. Sant Martí de Tours (316–397) va estar involucrat activament en l'expansió del Cristianisme i en la plantació de vinyars. Durant l'edat mitjana, els monjos cuidaven els vinyars i van conservar el coneixement de vinicultura. Els monestirs tenien els recursos, seguretat i motivació per produir quantitats estables de vi tant per celebrar misses com per generar beneficis. Durant aquest període, els millors vinyars eren propietat de monestirs, i es considerava que els seus vins eren superiors. Al llarg dels anys, la noblesa va desenvolupar vinyars extensius. Tanmateix, la Revolució Francesa va portar a la confiscació de moltes plantacions de l'Església i altres.
L'avanç de la indústria francesa del vi es va aturar abruptament quan primer el míldiu i posteriorment la fil·loxera es van escampar pel país i Europa. Més endavant, una crisi econòmica i les dues guerres mundials van frenar la recuperació de la indústria durant dècades. Mentrestant, els competidors s'havien pogut desenvolupar i amenaçaven les marques franceses com Xampany i Bordeu. Aquest fet va portar a l'establiment de l'Appellation d'origine contrôlée el 1935 per protegir els interessos francesos. Grans inversions, la recuperació econòmica després de la Segona Guerra Mundial i una nova generació de vignerons van donar resultats a partir la dècada de 1970, creant els vins francesos que es troben actualment.

## Nivells de qualitat i sistema de denominacions
El 1935 es van aprovar nombroses lleis per controlar la qualitat del vi francès. Van establir el sistema d'Appellation d'origine contrôlée, dirigit per una junta supervisora (Institut national des appellations d'origine, INAO). Així, França té un dels sistemes de denominació d'origen protegida més antics del món, i lleis estrictes pel que fa a la producció del vi. Altres països han fet servir el mot "appellation", de vegades amb un significat més vague. Diversos altres sistemes europeus són basats en el model francès, i com que les lleis vinateres de la Unió Europea es van fer seguint l'exemple de França, és probable que aquesta tendència continuï amb l'expansió de la UE.
La legislació francesa divideix el vi en quatre categories, dues de les quals sota la categoria de Vi de Taula de la Unió Europea i les dues restants sota l'etiqueta Vins de Qualitat Produïts en una Regió Determinada (VQPRD). Les categories i les seves contribucions a la producció total francesa a la verema del 2005, excloent-hi el vi destinat per conyac, armanyac i altres brandis, van ser de:
- Vin de Table (11.7%) – només porta el productor i la designació que és de França.
- Vin de Pays (33.9%) – porta una regió específica de França (per exemple, Vin de Pays d'Oc del Llenguadoc-Rosselló o Vin de Pays de Côtes de Gascogne de Gascunya), i és sotmès a regulacions menys restrictives que els vins AOC. Per exemple, permet als proveïdors distingir vins fets segons varietats de raïm o procediments diferents dels de les regles AOC, sense haver d'emprar la classificació de vins de taula simple no viable comercialment. Per tenir la distinció de Vin de Table, els proveïdors han de sotmetre els vins a anàlisi i tast, i s'han de fer a partir de certes varietats o barreges.

VQPRD:
- Vin délimité de qualité supérieure (VDQS, 0.9%) – Menys estricta que AOC, generalment es feia servir en àrees més petites o com a "sala d'espera" per a AOCs potencials. Aquesta categoria es va abolir a finals del 2011.
- Appellation d'origine contrôlée (AOC, 53.4%) – Vi d'una zona concreta amb diverses restriccions, incloent-hi varietats de raïm i mètodes de producció.

La producció total de França per la verema del 2005 fou de 43,9 milions hl (amb 9,4 milions hl addicionals destinats a diversos brandis), del qual un 28,3% era blanc i un 71,7% era negre o rosat. La proporció de vi blanc és lleugerament superior en categories més altes, amb un 34,3% del vi AOC essent blanc. En anys amb veremes menys favorables que el 2005, la proporció de vins AOC acostuma a ser lleugerament inferior. La propoció de vin de table ha decrescut considerablement les últimes dècades, mentre que la proporció d'AOC ha crescut lleugerament i els Vin de Pays ho han fet considerablement. El 2005, hi havia 472 vins AOC a França.

### Reformes
El sistema de classificació de vins francès es va començar a reformar el 2006, i el nou sistema es va implementar a partir del 2012. Consisteix en tres categories:
- Vin de France, una categoria per a vins de taula que reemplaçava Vin de Table, però permetia que la varietat de raïm i verema s'indiqués a l'etiqueta.
- Indication géographique protégée (IGP), una categoria intermèdia que reemplaçava Vin de Pays.
- Appellation d'origine protégée (AOP), la categoria més alta, que substituïa els vins AOC.

Els canvis més substancials van ser a les categories de Vin de France i VDQS, que haurien de rebre la qualificació de vi AOP o sinó passar a la categoria inferior d'IGP. Per als antics vins AOC, el trasllat a AOP només comportà canvis menors en la terminologia de l'etiqueta, mentre que els noms de les denominacions no es va canviar.

## Estils de vi i varietats de raïm

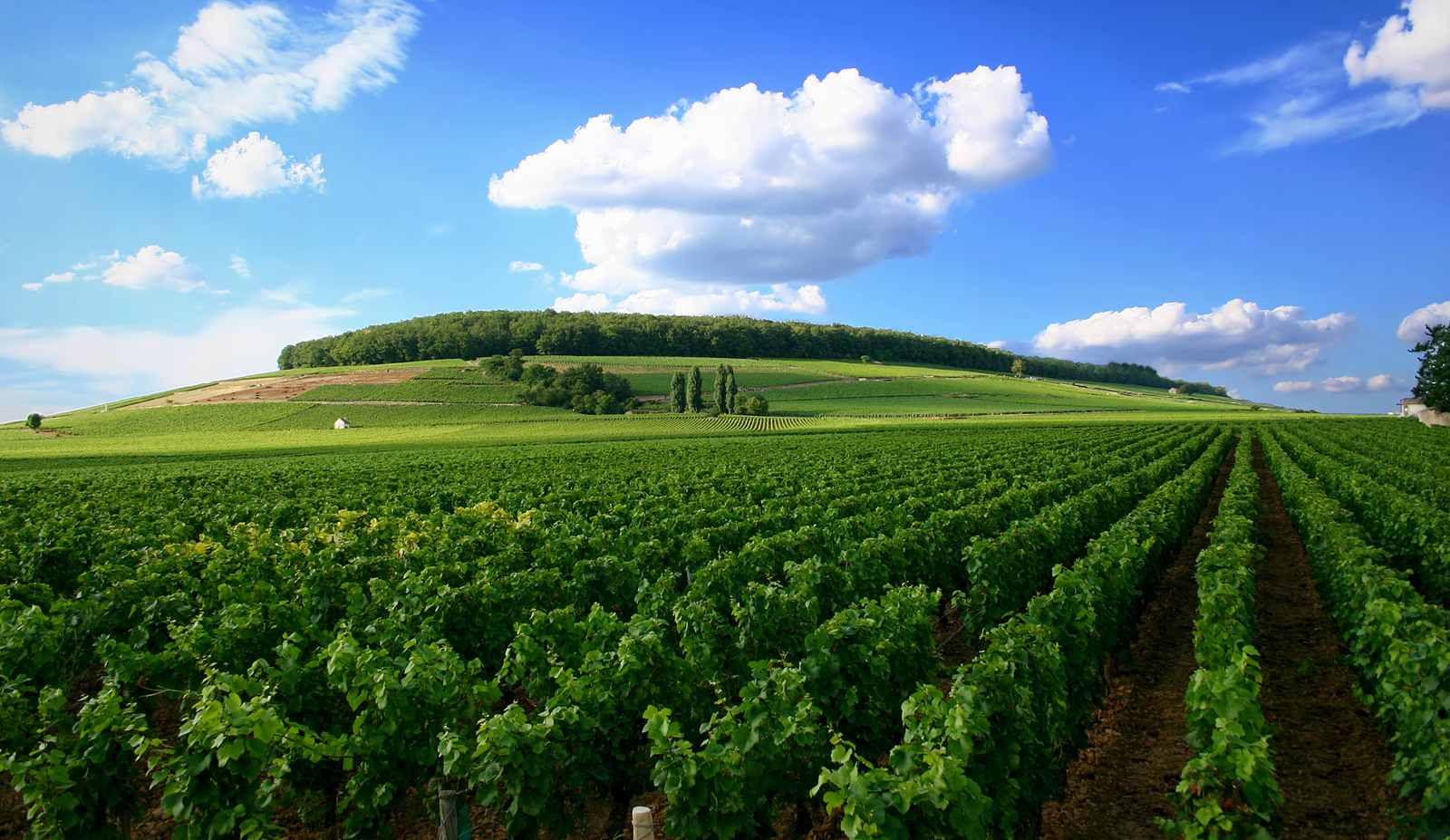
Vinyes a Côte de Beaune, Borgonya.

Tots els estils comuns de vins - negre, rosat i blanc (sec, semidolç i dolç), escumós i generós - es produeixen a França. En la major part d'aquests estils, la producció francesa engloba des de versions simples i barates fins a vins cars coneguts arreu. Una excepció és el vi generós francès, que es relativament desconegut fora de França.
En molts aspectes, els vins francesos tenen més identitat regional que nacional, tal com s'evidencia en les diferents varietats de raïm, mètodes de producció i sistemes de classificació segons la regió. Els nivells de qualitat i preus varien enormement, però la major part de vins francesos comparteixen que són fets per acompanyar menjar. Així, quan es beuen separadament, acostumen a rebre el nom de "vins de bar".

### Varietats de raïm
Es cultiven nombroses varietats de raïm a França. La major part de "varietats internacionals" de raïm són d'origen francès, o es van donar a conèixer gràcies al seu cultiu a França. Com que les regles de denominació de França generalment restringeixen els vins de cada regió, districte o denominació a una varietat reduïda de raïm, en principi no hi ha variants plantades a tota França. La major part de varietats de raïm s'acostumen a associar amb una regió concreta, com el cabernet sauvignon amb Bordeu i el syrah a Roine, malgrat que hi ha varietats que es troben en dues o més regions, com el chardonnay a Borgonya (incloent-hi Chablis) i Xampany, i el sauvignon blanc al Loira i Bordeu.
A la collita del 2007, les varietats de raïm més comunes eren les següents:
| Varietats de raïm a França (2007, varietats de més de 1.000 ha) | Varietats de raïm a França (2007, varietats de més de 1.000 ha) | Varietats de raïm a França (2007, varietats de més de 1.000 ha) | Varietats de raïm a França (2007, varietats de més de 1.000 ha) |
| Varietat                                                        | Color                                                           | Àrea (%)                                                        | Àrea (hectàrees)                                                |
| --------------------------------------------------------------- | --------------------------------------------------------------- | --------------------------------------------------------------- | --------------------------------------------------------------- |
| 1. Merlot                                                       | negre                                                           | 13.6%                                                           | 116 715                                                         |
| 2. Garnatxa                                                     | negre                                                           | 11.3%                                                           | 97 171                                                          |
| 3. Ugni blanc                                                   | blanc                                                           | 9.7%                                                            | 83 173                                                          |
| 4. Syrah                                                        | negre                                                           | 8.1%                                                            | 69 891                                                          |
| 5. Carinyena                                                    | negre                                                           | 6.9%                                                            | 59 210                                                          |
| 6. Cabernet sauvignon                                           | negre                                                           | 6.7%                                                            | 57 913                                                          |
| 7. Chardonnay                                                   | blanc                                                           | 5.1%                                                            | 43 887                                                          |
| 8. Cabernet franc                                               | negre                                                           | 4.4%                                                            | 37 508                                                          |
| 9. Gamay                                                        | negre                                                           | 3.7%                                                            | 31 771                                                          |
| 10. Pinot negre                                                 | negre                                                           | 3.4%                                                            | 29 576                                                          |
| 11. Sauvignon blanc                                             | blanc                                                           | 3.0%                                                            | 26 062                                                          |
| 12. Cinsaut                                                     | negre                                                           | 2.6%                                                            | 22 239                                                          |
| 13. Meló de Borgonya                                            | blanc                                                           | 1.4%                                                            | 12 483                                                          |
| 14. Sémillon                                                    | blanc                                                           | 1.4%                                                            | 11 864                                                          |
| 15. Pinot Meunier                                               | negre                                                           | 1.3%                                                            | 11 335                                                          |
| 16. Chenin blanc                                                | blanc                                                           | 1.1%                                                            | 9 756                                                           |
| 17. Garnatxa tintera                                            | negre                                                           | 1.1%                                                            | 9 494                                                           |
| 18. Colombard                                                   | blanc                                                           | 0.9%                                                            | 7 710                                                           |
| 19. Muscat Blanc à Petits Grains                                | blanc                                                           | 0.9%                                                            | 7 634                                                           |
| 20. Malbec                                                      | negre                                                           | 0.8%                                                            | 6 291                                                           |
| 21. Alicante Bouschet                                           | negre                                                           | 0.7%                                                            | 5 680                                                           |
| 22. Garnatxa blanca                                             | blanc                                                           | 0.6%                                                            | 5 097                                                           |
| 23. Viognier                                                    | blanc                                                           | 0.5%                                                            | 4 111                                                           |
| 24. Moscatell negre                                             | negre                                                           | 0.4%                                                            | 3 605                                                           |
| 25. Riesling                                                    | blanc                                                           | 0.4%                                                            | 3 480                                                           |
| 26. Vermentino                                                  | blanc                                                           | 0.4%                                                            | 3 453                                                           |
| 27. Aramon                                                      | negre                                                           | 0.4%                                                            | 3 304                                                           |
| 28. Gewurztraminer                                              | rosa                                                            | 0.4%                                                            | 3 040                                                           |
| 29. Tannat                                                      | negre                                                           | 0.3%                                                            | 3 001                                                           |
| 30. Gros Manseng                                                | blanc                                                           | 0.3%                                                            | 2 877                                                           |
| 31. Macabeu                                                     | blanc                                                           | 0.3%                                                            | 2 778                                                           |
| 32. Moscatell d'Alexandria                                      | blanc                                                           | 0.3%                                                            | 2 679                                                           |
| 33. Pinot gris                                                  | gris                                                            | 0.3%                                                            | 2 582                                                           |
| 34. Clairette                                                   | blanc                                                           | 0.3%                                                            | 2 505                                                           |
| 35. Caladoc                                                     | negre                                                           | 0.3%                                                            | 2 449                                                           |
| 36. Grolleau                                                    | negre                                                           | 0.3%                                                            | 2 363                                                           |
| 37. Auxerrois blanc                                             | blanc                                                           | 0.3%                                                            | 2 330                                                           |
| 38. Marselan                                                    | negre                                                           | 0.3%                                                            | 2 255                                                           |
| 39. Mauzac                                                      | blanc                                                           | 0.2%                                                            | 2 077                                                           |
| 40. Aligoté                                                     | blanc                                                           | 0.2%                                                            | 1 946                                                           |
| 41. Folle blanche                                               | blanc                                                           | 0.2%                                                            | 1 848                                                           |
| 42. Garnatxa grisa                                              | gris                                                            | 0.2%                                                            | 1 756                                                           |
| 43. Chasselas                                                   | blanc                                                           | 0.2%                                                            | 1 676                                                           |
| 44. Nielluccio                                                  | negre                                                           | 0.2%                                                            | 1 647                                                           |
| 45. Fer                                                         | negre                                                           | 0.2%                                                            | 1 634                                                           |
| 46. Muscadelle                                                  | blanc                                                           | 0.2%                                                            | 1 618                                                           |
| 47. Terret blanc                                                | blanc                                                           | 0.2%                                                            | 1 586                                                           |
| 48. Sylvaner                                                    | blanc                                                           | 0.2%                                                            | 1 447                                                           |
| 49. Picapoll blanc                                              | blanc                                                           | 0.2%                                                            | 1 426                                                           |
| 50. Villard noir                                                | negre                                                           | 0.2%                                                            | 1 399                                                           |
| 51. Marsanne                                                    | blanc                                                           | 0.2%                                                            | 1 326                                                           |
| 52. Négrette                                                    | negre                                                           | 0.2%                                                            | 1 319                                                           |
| 53. Roussanne                                                   | blanc                                                           | 0.2%                                                            | 1 307                                                           |
| 54. Pinot blanc                                                 | blanc                                                           | 0.2%                                                            | 1 304                                                           |
| 55. Plantet                                                     | blanc                                                           | 0.1%                                                            | 1 170                                                           |
| 56. Jacquère                                                    | blanc                                                           | 0.1%                                                            | 1 052                                                           |
| Totes les varietats blanques                                    |                                                                 | 30.1%                                                           | 259 130                                                         |
| Totes les varietats negres, rosades i grises                    |                                                                 | 69.9%                                                           | 601 945                                                         |
| Total                                                           |                                                                 | 100.0%                                                          | 861 075                                                         |